# A tanulásban akadályozott gyermekek gyógypedagógiai ellátásának kialakulása
Az értelmi fogyatékosság olyan szellemi állapot, amelyben az egyén intelligenciaszintje jóval átlag alatti.

## Azértelmi fogyatékosságkategóriái
Az értelmi fogyatékosságon belül súlyosság szerint három csoportot különböztetünk meg az intelligenciaszint szerint:
- 50-69 IQ tartományban enyhe értelmi fogyatékosságról,
- 35-49 IQ tartományban középsúlyos értelmi fogyatékosságról,
- 34 IQ szint esetén és ez alatt súlyos értelmi fogyatékosságról beszélünk.

(A történelem folyamán más-más fogalommal nevezték meg őket, azonban ezek legtöbbje ma már sértő kifejezés. Ma az előbb említett kifejezéseket használjuk a megnevezésükre.)

## Gyógypedagógiai ellátásuk
A különböző súlyosságú csoportok képességeiben nagyok a különbségek, ezért más követelményeket kell feléjük megfogalmazni és más módszereket kell a tanításukban alkalmazni. A középsúlyos és súlyos értelmi fogyatékosságot összefoglaló néven értelmi akadályozottságnak nevezzük. Ma az értelmileg akadályozott embereket az értelmileg akadályozottak pedagógiája szakos gyógypedagógus látja el.
„ A tanulásban akadályozottak csoportjába tartoznak azok a gyermekek, akik az idegrendszer biológiai és / vagy genetikai okokra visszavezethető gyengébb funkcióképességei, illetve kedvezőtlen környezeti hatások folytán tartós, átfogó tanulási nehézséget, tanulási képességzavart mutatnak.” (Mesterházi, 1998, 54. o.) Tehát a tanulásban akadályozottak körébe tartoznak az enyhe értelmi fogyatékos gyermekek, és azok a gyermekek, akiknek az intelligenciaszintje 70, vagy a fölötti, de az általános iskolában gyengén tanulnak, nem tudnak megfelelni a követelményeknek. Ezt a két csoportot a tanulásban akadályozottak pedagógiája szakos gyógypedagógus segíti meg.

## A tanulásban akadályozottak pedagógiájának kialakulása
1897-ben jött létre a gyengeelméjűek tanítóit képző tanfolyam Budán, a Képezhető Hülyék és Gyengeelméjűek Budapesti Országos Magyar Királyi Nevelő- és Tanintézetéhez kapcsoltan. A képzési idő eredetileg két évre tervezett, egy elméleti és egy gyakorlati évre, de a tanárgyakornokok már rendelkeztek pedagógiai előképzettséggel és gyakorlati tapasztalatokkal, így csak az elméleti évre voltak kötelezettek. E képzésnek a tanterve volt az első ismert speciális elméleti képzési tematika az értelmi fogyatékosok szakterületén.
1928-tól a gyógypedagógus a gyengetehetségű gyermekeket is elláthatja, a kisegítő iskolákban folyó gyógyító-nevelésre és oktatásra is kiterjed már a képzés, így a külön tanfolyamok meg is szűnnek. A szakosodás 1963-ban indult meg. Kezdetben az értelmi fogyatékosok ill. később az oligofrénpedagógia szakos gyógypedagógus látta el az enyhe értelmi fogyatékos gyermekeket. 1992-től az oligofrénpedagógia szakon belül lehetősége volt a hallgatóknak specializációra: tanulásban akadályozottak pedagógiáját, vagy az értelmileg akadályozottak pedagógiáját választani. 1998-tól már külön szakok az értelmileg akadályozottak és a tanulásban akadályozottak pedagógiája szakok.

## Egyéb képzőintézmények
Az országban a következő egyetemeken képeznek tanulásban akadályozottak szakos gyógypedagógusokat:
- Kaposvári Egyetem
- Szegedi Tudományegyetem
- Nyugat-Magyarországi Egyetem (Győr)